# Guido Terryn
Guido Terryn (Gent, 15 januari 1943 – aldaar, 28 augustus 2015) was een Belgisch roeicoach.
Terryn was tijdens de Olympische Zomerspelen 1988 coach van Rita Defauw, en van het duo Wim Van Belleghem - Alain Lewuillon dat op enkele seconden van een bronzen medaille strandde in de twee zonder stuurman heren open categorie. Hij was ook een van de coaches van Van Belleghem en van drievoudig vice-wereldkampioene bij de lichtgewichten dames Rita Defauw uit Drongen (Gent). Hij was actief in vele roeiverenigingen en betrokken bij het sportief opstarten van de Brugse TR, als assistent van René Vingerhoet. Kort voor het opdoeken van het begin 21ste eeuw succesvolle roeiduel Ename-Eine, was hij ook even coach van een van de fusiegemeentes van de Oost-Vlaamse stad Oudenaarde.